# Décès en 1390
Décès
- 1386
- 1387
- 1388
- 1389
- 1390
- 1391
- 1392
- 1393
- 1394

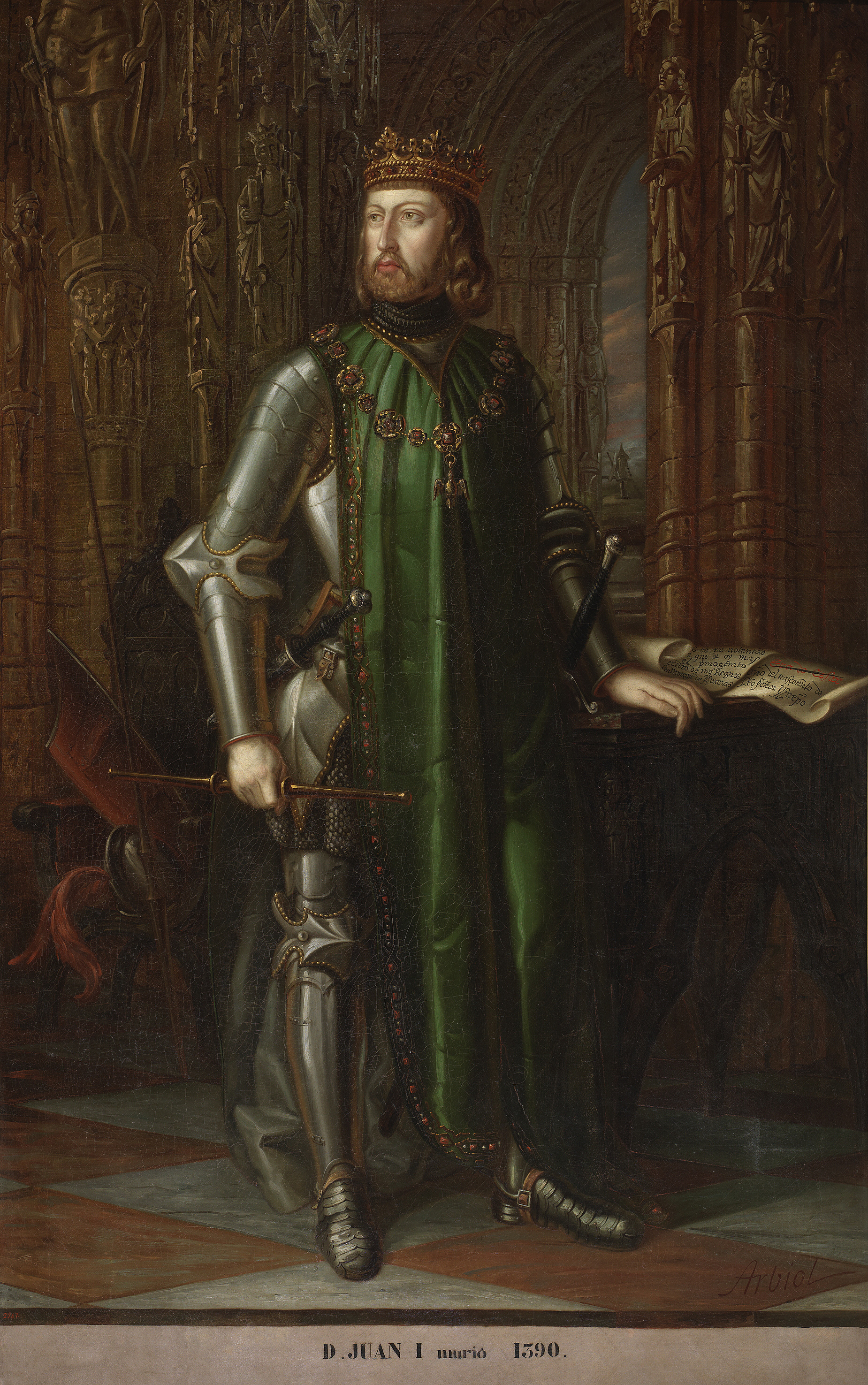
Jean Ier de Castille, mort en 1390.

Cette page dresse une liste de personnalités mortes au cours de l'année 1390 :
- 11 janvier : Jean le Fèvre, ou Jean Fabri, chancelier du duc Louis Ier d'Anjou puis de sa veuve Marie de Blois et de son fils Louis II.
- 26 janvier : Adolphe IX de Holstein-Plön, comte de Holstein-Kiel et de Holstein-Plön.
- 16 février : Robert Ier du Palatinat, comte Palatin du Rhin, fondateur de l’Université de Heidelberg.
- 20 mars : Alexis III de Trébizonde,  ou Alexis III Méga Comnène, empereur de Trébizonde.
- 27 mars : Edwige de Sagan, reine consort de Pologne.
- 19 avril : Robert II d'Écosse, roi d'Écosse.
- 26 mai : Ferric Cassinel, évêque de Lodève, puis d'Auxerre et enfin de Reims, promoteur de la fête de la Conception de Marie.
- 7 juin : Amielh de Lautrec, évêque de Couserans, de Comminges puis cardinal-prêtre de S. Eusebio.
- 16 juin : Benvenuto da Imola, ou Benvenuto dei Rambaldi, maître grammairien et érudit italien.
- 8 juillet : Albert de Saxe, philosophe allemand, disciple de Jean Buridan et évêque d'Halberstadt sous le nom d'Albrecht III.
- 10 juillet : Tommaso Orsini, cardinal italien.
- 16 juillet : Andrea Bontempi Martini, cardinal italien.
- 16 ou 17 août : Pierre de Sortenac, cardinal français.
- 20 août : Konrad Zöllner von Rotenstein, 23e Grand maître de l'ordre Teutonique.
- 9 septembre : Rafaino Caresini, homme politique, diplomate et historien vénitien
- 23 septembre : Jean Ier de Lorraine, duc de Lorraine.
- 27 septembre : Francesco Renzio, cardinal italien.
- 9 octobre : Jean Ier de Castille, roi de Castille.
- 10 novembre : Aymeric Chapt de L'Âge-au-Chapt, évêque de Volterra évêque et gouverneur de Bologne, puis évêque de Limoges et gouverneur général du Limousin.

- Thomas Clausse, Cardinal-prêtre de S. Sabina.
- Alzias d'Uzès, 5e vicomte d'Uzès.
- Jean III de Bueil, chevalier, seigneur de Bueil, Montrésor (hérité de sa mère), La Marchère et de Saint-Calais, Chambellan du duc d'Anjou et gouverneur du Mans.
- Guillaume-Aramon de Madaillan, sire de Rauzan, de Gensac, de Pujols, de Blaignac, et autres terres.
- Étienne de Sancerre, conseiller et chambellan du roi Jean II le Bon et fait prisonnier par les Anglais avec son souverain à la bataille de Poitiers.
- Domenico Fregoso, ou Domenico Campofregoso, doge de Gênes.
- Kusunoki Masanori, samouraï au service de la Cour du Sud durant les guerres Nanboku-chō du Japon.
- Laukpya, gouverneur dans le royaume d'Hanthawaddy.
- Maestro Stefanone, peintre italien de la période gothique de l'école napolitaine.
- Assar Tabrizi, poète persan.
- Warcisław V, duc de Poméranie.

date incertaine (vers 1390)
- Matteo di Cione, sculpteur florentin.

## Crédit d'auteurs
- Cet article est partiellement ou en totalité issu de l'article intitulé « 1390 » (voir la liste des auteurs).